# 菲利普·巴耶
菲利普·巴耶（法語：Philippe Baillet，1940年10月6日—2015年1月5日），法国篮球运动员。他曾代表法国参加1960年夏季奥运会男子篮球比赛，最终获得第十名。他也曾在1959年欧洲篮球锦标赛上收获一枚铜牌。